# Alojzy Reichan

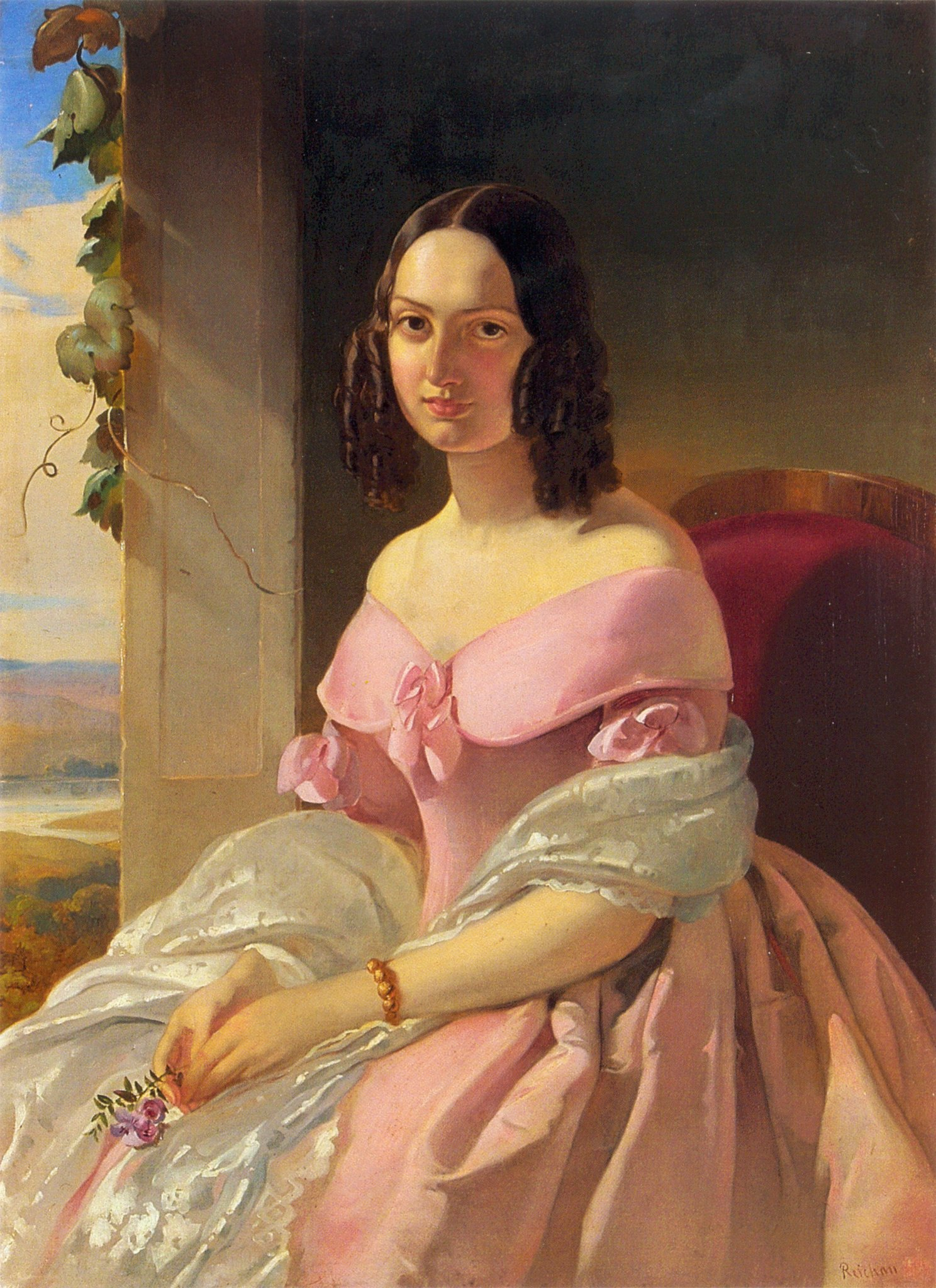
Portret Heleny Matzel z Wroczynerów, Lwowska Galeria Sztuki

Alojzy Reichan (ur. 22 czerwca 1807 we Lwowie, zm. 6 listopada 1860 tamże) – polski malarz i litograf.

## Życiorys
Był synem lwowskiego malarza Józefa Reichana. Jego pierwszym nauczycielem był ojciec, później Józef Klimes we Lwowie. W latach 1823–1828 studiował w wiedeńskiej Akademii Sztuk Pięknych pod kierunkiem F. Caucinga i A. Pettera. Po krótkim pobycie we Lwowie, ok. 1833 wyjechał na dwa lata do Włoch, gdzie studiował i kopiował dzieła starych mistrzów i pracował jako portrecista. Zdobytą wiedzę pogłębiał w Paryżu u Horacego Verneta (1837-38), odwiedził również Niemcy i Niderlandy. Po zakończeniu nauki osiadł na stałe we Lwowie, gdzie mieszkał do śmierci w 1860.
Malarz był dwukrotnie żonaty, najpierw z kuzynką Ludwiką Lipińską, z którą miał troje dzieci, później z Kornelią Anną Wandruszka. Jego syn z drugiego małżeństwa Stanisław Reichan (1858-1919) też był znanym malarzem.
Alojzy Reichan był cenionym portrecistą, tworzył początkowo w stylu określanym jako biedermeier i noszącym cechy szkoły wiedeńskiej. Później tworzył w stylu bliskim twórczości francuskiego naturalisty Horacego Verneta. Artysta malował też miniatury, rzadziej sceny rodzajowe, wykonywał też litografie. Często malował obrazy religijne m.in.  dla kościoła Jezuitów we Lwowie, świątyń Stryja i Łańcuta. Preferowaną techniką artysty było malarstwo olejne, rzadziej akwarela i gwasz. Duże kolekcje prac Reichana posiada Lwowska Galeria Obrazów, które po zakończeniu II wojny światowej i zmianie granic państwowych nie zostały zwrócone, wraz z innymi bezcennymi zabytkami kultury polskiej, Państwu Polskiemu jako prawowitemu właścicielowi. Obrazy Reichana znajdują się także w Muzeum Narodowym we Wrocławiu, oraz w wielu zbiorach prywatnych.

## Wybrane prace
- U studni, ok. 1847, Muzeum Narodowe w Warszawie,
- Portret Heleny Matzel, Lwowska Galeria Sztuki,
- Portret Leonarda Chodźki, ok. 1847, Muzeum Narodowe w Warszawie,
- Portret aktorki Anieli Aszpergerowej, Muzeum Narodowe w Krakowie,
- Święta Rodzina, 1850, Lwowska Galeria Sztuki,
- Portret Karola Lipińskiego, 1835-37, Lwowska Galeria Sztuki,
- Portret Heleny Matzel z Wroczynerów, Lwowska Galeria Sztuki